# Víktor Ugriúmov
Víktor Petróvich Ugriúmov –en ruso, Виктор Петрович Угрюмов– (Jabárovsk, Unión Soviética, 19 de agosto de 1939) es un jinete soviético que compitió en la modalidad de doma.
Participó en dos Juegos Olímpicos de Verano, obteniendo dos medallas en Moscú 1980, oro en la prueba por equipos (junto con Yuri Kovshov y Vera Misevich) y bronce en la individual, y el cuarto lugar en Montreal 1976, por equipos.
Ganó una medalla de bronce en el Campeonato Mundial de Doma de 1978 y una medalla de plata en el Campeonato Europeo de Doma de 1979.

## Palmarés internacional
| Juegos Olímpicos   | Juegos Olímpicos       | Juegos Olímpicos  | Juegos Olímpicos |
| Año                | Lugar                  | Medalla           | Categoría        |
| ------------------ | ---------------------- | ----------------- | ---------------- |
| 1980               | Moscú (URSS)           | Medalla de oro    | Por equipos      |
| 1980               | Moscú (URSS)           | Medalla de bronce | Individual       |
| Campeonato Mundial |                        |                   |                  |
| Año                | Lugar                  | Medalla           | Categoría        |
| 1978               | Goodwood (Reino Unido) | Medalla de bronce | Por equipos      |
| Campeonato Europeo |                        |                   |                  |
| Año                | Lugar                  | Medalla           | Categoría        |
| 1979               | Århus (Dinamarca)      | Medalla de plata  | Por equipos      |